# The Very Idea (film 1920)
The Very Idea è un film muto del 1920 diretto da Lawrence C. Windom. La sceneggiatura di S. E. V. Taylor è basata sull'omonimo lavoro teatrale di William Le Baron andato in scena all'Astor Theatre di Broadway il 9 agosto 1917.

## Trama
Edith e Gilbert Goodhue desiderano ardentemente avere un bambino che però non arriva mai. I due coniugi disperati ascoltano così il consiglio del fratello di Edith, Alan, che, interessato all'eugenetica, ha l'idea di suggerire che affidino, dietro un lauto compenso, al loro autista e alla cameriera il compito di fare un figlio al loro posto. Nel frattempo, in attesa che l'evento si compia, la coppia si reca in vacanza a Palm Beach dove Gilbert, cercando anche qui di trovare il bambino per la moglie, ha una relazione con una ballerina. Edith, ignara del motivo che ha spinto Gilbert tra le braccia della danzatrice, diventa disperatamente gelosa e il marito ha il suo da fare per farle accettare la situazione, spiegandole le proprie buone intenzioni. La bufera passa e i due sposi ritrovano sotto il sole della Florida la loro intesa, rinnovando l'amore che li lega. Quando tornano a casa, scoprono che la cameriera ha dato alla luce il bambino ma che, adesso, è piuttosto restia a separarsene, mettendo in imbarazzo i padroni che avevano annunciato a tutti gli amici l'evento. La situazione si risolve quando Edith rivela che la Florida ha fatto il miracolo e che un altro bambino sta per arrivare.

## Produzione
Alcune scene del film, prodotto dalla Taylor Holmes Productions, furono girate a Miami.

## Distribuzione
Il copyright del film, richiesto dalla Taylor Holmes Productions, Inc., fu registrato il 16 febbraio 1920 con il numero LP14760.
Distribuito dalla Metro Pictures Corporation, il film uscì nelle sale cinematografiche statunitensi nel marzo 1920.
Non si conoscono copie ancora esistenti della pellicola che viene considerata presumibilmente perduta.